# Bulbophyllum arcaniflorum
Bulbophyllum arcaniflorum là một loài phong lan thuộc chi Bulbophyllum.